# Bryce Courtenay
Arthur Bryce Courtenay (Johannesburgo, 14 de agosto de 1933-Canberra, 22 de noviembre de 2012) fue un novelista australiano de origen sudafricano y fue uno de los autores de mayor éxito comercial.
Murió el 22 de noviembre de 2012 debido al cáncer de estómago en su casa, en Canberra.